# Astacilla mediterranea
Astacilla mediterranea är en kräftdjursart som beskrevs av Jean Baptiste François René Koehler 1911. Astacilla mediterranea ingår i släktet Astacilla och familjen Arcturidae. Inga underarter finns listade i Catalogue of Life.